# Твоята тишина
Твоята тишина е първи сингъл на българския поп-рок дует Дони и Момчил, издаден през 1996 година от Union Media Records – продуцент и издател на български поп-рок музиканти.

## Изпълнители
- Добрин Векилов – вокал и текст
- Момчил Колев – музика, аранжимент

## Песни
1. Твоята тишина
2. Не на страха
3. Хубава си, моя горо